# ハビエル・オリバ
シャビ・オリーバ（Xavi Oliva）ことハビエル・オリーバ（Javier Oliva González, 1976年5月29日 - ）は、スペイン・ルスピタレート・ダ・リュブラガート出身のサッカー選手。ポジションはGK。

## 経歴
RCDエスパニョールやバレンシアCFの下部組織に在籍していたことがある。プロデビューはレクレアティーボ・ウエルバに在籍していた1999-2000シーズンで、セグンダ・ディビシオンで5試合に出場した。2000-01シーズンはジムナスティック・タラゴナで11試合に出場したが、セグンダ・ディビシオンBに降格した。2001-02シーズンもジムナスティックでプレーし、2002年夏に同じくセグンダ・ディビシオンBのCDカステリョンに移籍した。3シーズンの間セグンダ・ディビシオンBでプレーし、2004-05シーズン終了後にセグンダ・ディビシオンに昇格した。2006-07シーズンにはセグンダ・ディビシオンで40試合に出場したが、その後の2シーズンはレアル・マドリード下部組織出身のカルロス・サンチェス・ガルシアがレギュラーとなり、オリーバは9試合ずつの出場にとどまった。
2009年、2年契約でビジャレアルCFに移籍した。2009-10シーズンはディエゴ・ロペスの控えであったため、リーグ戦こそ出場機会がなかったが、UEFAヨーロッパリーグ2試合とコパ・デル・レイ2試合に出場した。2011年夏、ビジャレアルCFとの契約満了に伴って退団した。

## 所属クラブ
- RCDエスパニョールB 1994
- CEロスピタレート 1994-1997
- ローダ・バラ 1995-1996
- バレンシアCF・メスタージャ 1997-1998
- テッラーサFC 1998-1999
- レクレアティーボ・ウエルバ 1999-2000
- ジムナスティック・タラゴナ 2000-2002
- CDカステリョン 2002-2009
- ビジャレアルCF 2009-2011